# Krivaja (kulle)
Krivaja är en kulle i Antarktis. Den ligger i Östantarktis. Australien gör anspråk på området. Toppen på Krivaja är 793 meter över havet.
Terrängen runt Krivaja är huvudsakligen platt. Trakten är obefolkad. Det finns inga samhällen i närheten.